# Episodi di LEGO Ninjago (seconda stagione)
La seconda stagione, della serie animata Ninjago: Masters of Spinjitzu, sottotitolata La lega del ninja verde (Legacy of the Green Ninja), composta da quattro episodi pilota e da tredici episodi, è stata trasmessa negli Stati Uniti d'America su Cartoon Network dal 18 luglio al 21 novembre 2012.
In Italia è stata trasmessa sul canale Cartoon Network dal 20 ottobre 2012 al 16 febbraio 2013, dividendo però un episodio in due parti, portando così il numero complessivo degli episodi da 13 a 26.
La stagione è disponibile su Netflix Italia. Da aprile 2022 fino a novembre 2023, la stagione era stata rimossa per motivi ignoti.
La seconda stagione è diretta da Michael Helmuth Hansen (ep. 1, 5, 9, 13), Trylle Vilstrup (ep. 2, 6, 10), Martin Skov (ep. 3, 7, 11), Thomas Østergaard Poulsen (ep. 4) e Peter Hausner (ep. 8, 12) e scritta da Dan Hageman e Kevin Hageman a cui si aggiunge Joel Thomas per gli episodi 3, 4, 8, 9 e 11.
l'antagonista principale sono: Lord Garmadon, Le Serpentine, l'esercito di pietra e Il Generale Kozu, (doppi guai: Bizzarri Ninja: Bizzarro Cole, Bizzarro Kai, Bizzarro Jay e Bizzarro Zane), (pirati contro ninja: Capitan Soto) e Overlord
| nº | Titolo originale             | Titolo italiano                           | Prima TV USA     | Prima TV Italia  |
| -- | ---------------------------- | ----------------------------------------- | ---------------- | ---------------- |
| 1  | Darkness Shall Rise          | Le tenebre sorgeranno                     | 18 luglio 2012   | 20 ottobre 2012  |
| 2  | Pirates vs. Ninja            | Pirati contro ninja                       | 25 luglio 2012   | 27 ottobre 2012  |
| 3  | Double Trouble               | Doppi guai                                | 1º agosto 2012   | 3 novembre 2012  |
| 4  | Ninjaball Run                | La corsa ninjaball                        | 8 agosto 2012    | 10 novembre 2012 |
| 5  | Child's Play                 | Un gioco da ragazzi                       | 15 agosto 2012   | 17 novembre 2012 |
| 6  | Wrong Place, Wrong Time      | Nel posto sbagliato, al momento sbagliato | 22 agosto 2012   | 24 novembre 2012 |
| 7  | The Stone Army               | L'esercito di pietra                      | 3 ottobre 2012   | 5 gennaio 2013   |
| 8  | The Day Ninjago Stood Still  | Ultimatum a Ninjago                       | 10 ottobre 2012  | 12 gennaio 2013  |
| 9  | The Last Voyage              | L'ultimo viaggio                          | 17 ottobre 2012  | 19 gennaio 2013  |
| 10 | Island of Darkness           | L'isola delle tenebre                     | 24 ottobre 2012  | 26 gennaio 2013  |
| 11 | The Last Hope                | L'ultima speranza                         | 7 novembre 2012  | 2 febbraio 2013  |
| 12 | Return of the Overlord       | Il ritorno dell'Overlord                  | 14 novembre 2012 | 9 febbraio 2013  |
| 13 | Rise of the Spinjitzu Master | Il sommo maestro di Spinjitzu             | 21 novembre 2012 | 16 febbraio 2013 |

## Le tenebre sorgeranno
Dopo la sconfitta del Great Devourer Skales tenta di prendere il controllo delle Serpentine in una grotta viccino i resti della destiny bountie ma le Serpentine che vogliono una casa dopo che ouroboros e distrutta e skales gli dice che dovevano fidarsi di lui perché era unico a dire di non svegliare il great devaurer (anche se era il vice di Pythor), ma viene surclassato da Garmadon che ammalia i serpenti con la sua magia e gli offre una casa: il vascello dei ninja che ha ricostruito con le Armi d'Oro. Skales decide allora, con l'aiuto degli altri generali, di fare qualcosa di tremendo che costringa Garmadon a dargli il comando, ma nessuno dei generali suggerisce qualcosa di buono. Alla fine però Skales elabora comunque un buon piano. Intanto i ninja sono ormai dei senzatetto, poiché hanno perso la loro nave, e così sono costretti a fare dei lavoretti per pagare l'affitto, non riuscendo però a trovare il tempo per allenare Lloyd kai fa l animatore per feste per bambini , cole una guardia della banca , jay un fattorino porta pizze a domicilio e zane un cuoco in un ristorante. Un giorno il maestro parte verso il Malachite Village per comprare la medicina per il dragone a quattro teste; i ninja devono fare i loro lavoretti, perciò Lloyd rimane solo. Jay deve consegnare delle pizze ma quando arriva sul luogo della consegna scopre che lì non ci sono case ma solo un tombino; e lì i generali delle Serpentine stanno tramando un colpo alla banca e aspettano impazienti le pizze; Jay prova ad andarsene, ma Acidicus lo blocca dicendogli che non gli hanno ancora dato la mancia. Poco dopo, mentre Cole sta facendo il suo lavoro di guardia alla banca, suona l'allarme poiché i generali stanno effettuando il colpo; i ninja sono così costretti ad andarsene dal posto di lavoro e vengono licenziati. I ninja inseguono i generali, ma questi gli dicono che a loro non importa proprio niente dei soldi della banca e che era in realtà tutto un diversivo per dare il tempo a Skales di rapire Lloyd, poiché Garmadon sarà costretto a lasciargli il comando sotto minaccia di avere suo figlio. I ninja vorrebbero tornare da Lloyd, ma Jay è legato sui binari della metropolitana e sono costretti a soccorrerlo; i generali ne approfittano per fuggire. I ninja tornano di corsa all'appartamento e scoprono che Nya e Wu sono tornati in tempo per salvare Lloyd, e che hanno arrestato Skales infatti si vede skales in prigione. I ninja decidono di andare ad abitare in un appartamento meno costoso per non fare più lavoretti, e trovano l'approvazione di Sensei Wu. Intanto Garmadon combina tutte le Armi d'Oro in un'unica Superarma dal potere inimmaginabile usando il calore emesso dal Monte della Fiaccola.
Nota : zane dice che è imune al veleno allucinogeno dei Venomari ma nel episodio della scorsa stagione meglio di niente il veleno ha avuto effetto su di lui 

## Pirati contro ninja
Garmadon tenta di usare la Superarma per abbattere il drago dei ninja, ma l'arma non funziona; furioso, Garmadon incolpa le Serpentine accusandole di guidare male e rivella anche che dopo che skales e finito in prigione i generali delle Serpentine si sono uniti a Garmadon. Poco dopo legge il diario di Capitan Soto, il pirata che possedeva la nave prima dei ninja; leggendo le sue imprese, desidera che lui e la sua ciurma fossero lì per mostrare alle Serpentine come funziona un equipaggio; la Superarma esaudisce il suo desiderio e fa comparire i pirati, facendo capire a Garmadon che lui non può distruggere ma solo creare; i pirati prendono poi il controllo del vascello e imprigionano Garmadon e le Serpentine. Intanto i ninja cercano un posto dove allenare Lloyd e lo trovano nel dojo di Dareth che e cintura marrone e ha molti premi (che poi si rivelano finti quando darell e sul asse). Poco dopo i pirati attaccano Ninjago City e i ninja usano il drago a quattro teste per salire a bordo del vascello; riescono a eliminare i pirati ma Garmadon riesce a riprendersi il vascello.

## Doppi guai
I Ninja ricevono un invito per una cerimonia di premiazione dalla vecchia scuola di Lloyd, il collegio di Darkley, ma si rivela una trappola: gli studenti li rinchiudono insieme agli insegnanti e prendono Lloyd. Le repliche malvagie dei ninja, create dalla Mega Arma di Lord Garmadon, vengono a conoscenza della posizione dei ninja da Nya e li inseguono. Alla scuola, i ninja fuggono solo per trovarsi faccia a faccia con i ninja malvagi. Lloyd convince i suoi ex compagni di classe ad ammettere la loro bontà interiore e insieme scoprono un modo in cui i Ninja possono sconfiggere le loro controparti malvagie.

## La corsa ninjaball
Dopo la sconfitta dei suoi ninja malvagi Garmadon compra la ditta di affitto del dojo di Dareth, e con la scusa che non ha pagato l'affitto si prepara a demolirlo per impedire a Lloyd di allenarsi. Il povero Dareth deve trovare 2000 dollari entro il giorno dopo, o il dojo sarà demolito; i ninja decidono allora di partecipare alla Corsa Ninjaball, la più difficile gara in macchina di tutta Ninjago, il cui premio è appunto 20000 dollari. Gli avversari sono i genitori di Jay, il quartetto del padre di cole , due scheletri dell'Oltretomba, un postino, i pirati di Capitan Soto e i ragazzi della vecchia scuola di Lloyd. Anche Lloyd partecipa con il suo drago, mentre i ninja usano la loro macchina accuratamente potenziata da Nya. Intanto i generali delle Serpentine fanno evadere Skales dalla prigione che era stato imprigionato nel primo episodio e usano la corsa per confondere i poliziotti; ma una volta entrati in gara i poliziotti pensano solo a vincere la corsa e alla fine anche i generali si lasciano coinvolgere. Intanto parecchi concorrenti vanno fuori strada (tra cui i pirati, che giocavano slealmente, e il postino) mentre Lloyd di sacrifica per dare vantaggio ai ninja, usando il drago per abbattere l'autobus dei ragazzi della sua vecchia scuola, finendo così per autoeliminarsi. Tuttavia i ninja sono a corto di benzina e per di più sono attaccati da Garmadon, intenzionato a farli perdere, che gli scaglia addosso le Serpentine e gli spara con i cannoni del vascello; i ninja riescono faticosamente a battere le Serpentine e i genitori di Jay gli forniscono un po' di benzina, per poi sacrificarsi per eliminare gli scheletri e lasciarli soli contro Garmadon. Garmadon allora usa la Superarma per spaccare in due Ninjago e creare un insormontabile ostacolo; i ninja riescono però a superarlo grazie alle modifiche di Nya che permettono alla macchina di volare. I ninja vincono così la corsa e Lloyd impedisce al padre di andarsene con il vascello; Garmadon rischia l'arresto ma riesce a fuggire grazie a Skales, che gli offre un passaggio. Il dojo di Dareth è salvo e i ninja possono finalmente tornare a vivere nel loro vascello.

## Un gioco da ragazzi
Lloyd è molto triste perché i ninja non gli lasciano avere del tempo per giocare e leggere fumetti, costringendolo solo ad allenarsi. Proprio durante un allenamento Nya rivela la presenza di Garmadon nel museo di storia naturale di Ninjago City; così i ninja si precipitano al museo e scoprono che Garmadon vuole usare la Superarma per riportare in vita un Grondal (Dromaeosaurus Theropodys Grondalicus), un gigantesco dinosauro carnivoro il cui unico scopo è annientare i ninja. I ninja riescono a fermarlo, ma poco dopo Skales, Scalidor, Fangdom e Acidicus rubano un preziosissimo sarcofago serpentesco; tuttavia sono costretti ad abbandonare la refurtiva. Dopo avere raggiunto il sarcofago i ninja scoprono che la Superarma non ha avuto effetto sul Grondal, bensì su di loro, che infatti sono tornati bambini; poco dopo vengono arrestati perché sospettati di furto. Il giorno dopo Sensei Wu e Nya vanno a cercarli, lasciando Lloyd da solo; intanto i ninja si scusano con il direttore del museo per il furto, ma il direttore chiede anche dove sono finite le ossa del Grondal; i ninja capiscono così che la Superarma ha avuto effetto anche sul dinosauro, che è tornato a vivere. Così fuggono dal museo e chiamano Lloyd perché li aiuti. Lloyd allora li porta nel suo negozio di fumetti preferito e presenta loro Mammadoom, il più grande appassionato di serie TV di Ninjago: se c'è una persona che sa come sconfiggere un mostro che non esiste è proprio lui. Mammadoom gli spiega che il Grondal è un animale notturno e che l'unico modo per sconfiggerlo è la luce, e quindi le armi migliori sarebbero quelle del suo Speciale Pacchetto Starfener; tuttavia per averle Lloyd deve partecipare a una sfida a fumetti, ma perde poiché a causa dei ninja non ha letto l'ultimo numero. Proprio in quel momento viene la notte e con lei il Grondal; i ninja allora prendono le armi luminose, ma hanno comunque poca speranza contro il Grondal. Proprio in quel momento arrivano Sensei Wu e Nya che hanno trovato un messaggio di Lloyd che gli spiegava cos'era successo, e hanno portato un filtro speciale per l'invecchiamento; i ninja tuttavia non vogliono usarlo poiché avrebbe effetto anche su Lloyd e non vogliono rubare la sua infanzia, ma proprio quando stanno per essere sopraffatti Lloyd, con un immenso atto di coraggio, usa il filtro che fa tornare i ninja alla loro giusta età e riduce il Grondal a ossa e polvere. Anche Lloyd è però cresciuto raggiungendo la stessa età dei ninja; Mammadoom, colpito dal suo coraggio, gli regala la sua preziosissima copia di Starfener. L'episodio si conclude con un fumetto del futuro, "il Ninja Verde", e la voce del maestro che dice che prima o poi tutti dobbiamo crescere, ma che è meglio non dimenticare le lezioni dell'infanzia, e che anche se il momento dello Scontro Finale si avvicina, Lloyd è sempre più forte.

## Nel posto sbagliato, al momento sbagliato
Dopo l'avventura con il Grondal Lloyd è diventato più grande e ora impara molto più velocemente; riesce così a padroneggiare al meglio i suoi poteri. Poco dopo i ninja scoprono che Garmadon si trova a Horoboros e che sta preparando il suo esercito per attaccare; tuttavia sono i ninja ad attaccare lui di sorpresa e questi, furente, decide di andare indietro nel tempo per impedire che i ninja esistano. Infatti poco dopo Horoboros torna a essere sepolta dalla sabbia, poiché sono stati proprio i ninja a fare sì che Lloyd liberasse le Serpentine, umiliandolo; i ninja decidono così di inseguire Garmadon e precipitano nel Malachite Village il giorno in cui Kai incontrò Wu; tuttavia Garmadon cerca di alterare il passato e sfortunatamente ci riesce, poiché al momento dell'assalto degli scheletri Samukai non riesce a rapire Nya, il fattore che ha dato a Kai lo "spronnamento" per diventare un ninja. I ninja allora parlano con il Sensei Wu del passato che riesce a convincere Kai di diventare un ninja; tuttavia Kai ha perso la sua voglia di allenarsi e allora i ninja rapiscono Nya travestiti da scheletri e la consegnano a questi ultimi; ciò ridà a Kai la forza. Intanto il Garmadon del futuro si allea con il Garmadon del passato e tendono un agguato a Kai perché muoia durante l'avventura al Tempio del Fuoco, e i ninja del futuro intervengono in suo aiuto; tuttavia ciò cambia completamente il passato e i ninja decidono di ricorrere all'ultima possibilità: distruggere la Superarma di Garmadon con le Armi d'Oro rubate ai ninja del passato. Dopo la sua distruzione vengono sbalzati nel futuro, nel momento in cui stavano allenando Lloyd; ma Lloyd non c'è più e i ninja si disperano perché convinti che ora non ci sia più nessun Ninja Verde a causa delle alterazioni del passato. Ma in realtà Lloyd era semplicemente andato in bagno ed è sano e salvo, poiché tutti gli anacronismi accaduti nel passato sono svaniti dopo la distruzione della Superarma. Intanto Garmadon precipita nel deserto vicino a Horoboros e viene soccorso da un Elicrotalo delle Serpentine.

## L'esercito di pietra
Tutte le Serpentine sono a Horoboros e stanno festeggiando con un'Arena Viscida, quando all'improvviso l'Elicrotalo di Garmadon atterra nel centro dell'arena; Garmadon spiega ai generali che, anche se ha perso la Superarma, ha letto nel diario di Capitan Soto che esiste una mitica isola, l'Isola delle Tenebre, il luogo dove fu imprigionato il Male Originale, e chiede ai generali di aiutarlo nella ricerca. Tuttavia, mentre sorvolano il mare, i generali si mostrano stufi del suo comportamento; con uno stratagemma allora, Skales lo butta dall'elicottero e gli altri generali lo riconoscono come nuovo Re dei Serpenti. Intanto i ninja sono chiamati al museo di storia naturale di Ninjago City poiché dopo la sconfitta del Great Devourer il suo veleno si è sparso dappertutto e ciò ha dato vita ad alcune statue; i ninja riescono facilmente a distruggere le statue e incontrano la madre di Lloyd, Misako, che racconta loro della antica guerra tra il Primo Maestro di Spinjitsu e l'Overlord, che terminò con la vittoria del primo, il quale confinò l'Overlord in una dimensione parallela e divise Ninjago in due parti: l'attuale Ninjago e l'Isola delle Tenebre, l'unico luogo dove l'Overlord può comunicare con i mortali. Per dimostrare la storia mostra loro un antico guerriero dell'Esercito di Pietra dell'Overlord, ora fatto di roccia, rinvenuto nella Buca Senza Fondo. Purtroppo il veleno del Great Devourer gli dà vita e questi attacca i ninja, che non possono nulla contro di lui poiché è indistruttibile; tuttavia Lloyd lo sconfigge facendolo cadere nella Buca Senza Fondo. Misako si riconcilia con il figlio e va a vivere nel vascello dei ninja. Intanto Garmadon naufraga sull'Isola delle Tenebre, dove l'Overlord si manifesta a lui sotto forma di un globo di luce; l'Overlord fa attivare a Garmadon il meccanismo che fa riemergere l'isola e lo informa che gli darà i mezzi per conquistare Ninjago.

## Ultimatum a Ninjago
Skales viene incoronato re a Horoboros e illustra il suo piano alle Serpentine: scavare un tunnel sotto Ninjago City per farla sprofondare. Tutte Le Serpentine sono entusiaste e si mettono subito al lavoro, ma scavando trovano un portone antichissimo; dopo essere riusciti ad aprirlo scoprono una stanza con all'interno l'Esercito di Pietra dell'Overlord. Mentre lo esaminano il veleno del Great Devourer gli dà vita e le Serpentine si trovano così a combattere contro gli indistruttibili guerrieri; le Serpentine vengono facilmente sopraffatte e il generale Kozu, il capo dell'Esercito di Pietra, li rinchiude sottoterra. Intanto i ninja cercano di aiutare gli abitanti messi in pericolo dalle continue scosse provocate dal tunnel scavato dalle Serpentine, ma Misako è convinta che sia in arrivo qualcosa di peggio; infatti poco dopo l'Esercito di Pietra esce in superficie e i ninja sono costretti a fuggire con il vascello insieme a tutte le persone rimaste a Ninjago city. Intanto sull'Isola delle Tenebre l'Overlord porta Garmadon su un monte dove si trova l'Orologio Celeste, la macchina che scandisce il tempo per lo Scontro Finale, e gli dona l'Elmo delle Ombre, l'unica cosa che può controllare l'Esercito di Pietra; infatti poco dopo i guerrieri si dirigono all'Isola delle Tenebre.

## L'ultimo viaggio
I ninja seguono l'Esercito di Pietra insieme a Nya, Misako e Wu; dopo avere affidato a Dareth il dragone a quattro teste si mettono in viaggio verso l'Isola delle Tenebre. Purtroppo il vascello è danneggiato e può solo navigare. Misako legge ai ninja una pergamena che dice che quando il Ninja Verde avrà trovato lo Strumento della Pace lo brandirà scoprendo il potere del Dragone d'Oro, e ai ninja saranno dati i poteri puri degli Elementi. Purtroppo una tempesta fa naufragare i ninja su un'isola-prigione; poiché il vascello è stato danneggiato da parecchie Stelle Piranha i ninja decidono di chiedere aiuto. Ma scoprono che la prigione è abitata solo dal dottor Julien, il creatore di Zane; questi è molto felice di riabbracciare suo figlio, ma Zane non si fida poiché nella sua memoria lui è morto. Julien allora li accompagna in casa e, dopo avere servito loro il tè, racconta che dopo la sua prima morte Samukai, allora padrone dell'Oltretomba, lo rianimò con un elisir speciale e gli ordinò di creare per lui potenti macchine da guerra; se ci fosse riuscito gli scheletri gli avrebbero restituito Zane. Per evitare che prendesse iniziative rischiose Samukai lo rinchiuse nella prigione e mise a guardia un gigantesco mostro marino. Dopo il racconto Zane è felice di riavere il suo creatore; proprio in quel momento arriva il mostro marino, una piovra gigantesca, e Julien allora nasconde i ninja e spaccia la nave come un relitto portato dalla tempesta. Il mostro crede al racconto di Julien e si allontana, e Julien decide di riparare i propulsori del vascello per potere fuggire; ma devono farlo prima che il mostro riemerga, ossia entro dodici ore esatte. Fortunatamente Julien è un mago della tecnologia e ripartono in fretta, ma il mostro scopre la fuga e blocca il vascello con i suoi tentacoli; Zane si accorge però che la piovra non è lì di sua volontà, ma che è incatenata al fondale. Decide così di liberarla e quando il gancio si spezza il mostro lascia andare il vascello e ringrazia Zane a modo suo, per poi dirigersi verso il mare aperto per godersi la sua libertà. I ninja sono così liberi di continuare il viaggio verso l'Isola delle Tenebre. Intanto Garmadon ordina, sotto consiglio dell'Overlord, che i guerrieri di Pietra scavino sottoterra per ritrovare la Materia Oscura, una potentissima sabbia nera che può trasformare l'essere più puro in malvagio; con essa Garmadon vuole costruire una Mega-Arma con la quale potrà trasformare Ninjago a sua immagine e somiglianza.

## L'isola delle tenebre
Il generale Kozu informa Garmadon che i minatori hanno trovato la Materia Oscura; Garmadon allora ordina che si cominci a costruire la Mega-Arma. L'Overlord è soddisfatto dalla condotta di Garmadon ma lo avverte che i ninja sono sull'Isola delle Tenebre; così Garmadon allerta tutti gli squadroni che partono alla ricerca dei ninja, ma questi, che nel frattempo hanno raggiunto l'Isola insieme a Misako, Julien, Wu e Nya, riescono a nascondersi bene. Misako racconta ai ninja una leggenda che dice che sull'Isola c'è un tempio, il Tempio della Luce, e che il Ninja Verde deve dirigersi lì per trovare lo strumento della pace, che darà ai ninja i poteri puri degli Elementi, con i quali sconfiggeranno l'Esercito di Pietra, e a Lloyd darà le capacità di evocare il potere del Dragone d'Oro, con il quale sconfiggerà suo padre. Purtroppo Misako ignora dove si trova il Tempio, e ha solo uno speciale compasso per ritrovarlo; così i ninja vanno a cercare il Tempio. Finiscono però nel campo di Garmadon, dove Zane ritrova il suo falco, che i guerrieri di Pietra avevano rapito e disattivato; così Zane cerca di recuperarlo. Mentre Zane riprende il falco Jay scopre l'ubicazione del Tempio della Luce con il compasso; poco dopo però i guerrieri li scoprono e i ninja fuggono trascinandosi dietro l'intero Esercito di Pietra; Nya allora gli consegna l'armatura del Samurai con la quale i ninja e Lloyd si dirigono verso il Tempio della Luce. Una volta raggiunto il Tempio Lloyd scopre che lo strumento della pace è una campana e suonandola evoca il Potere del Dragone d'Oro e dona ai ninja i poteri degli Elementi, che si manifestano sotto forma di spade luminose; con i nuovi poteri i ninja e Lloyd sconfiggono facilmente l'Esercito di Pietra. Una volta tornato al campo, Misako e Wu si congratulano con i ninja mentre Julien ripara il falco e Nya costruisce un veicolo più veloce dell'armatura del Samurai. Intanto l'Overlord dice a un adirato Garmadon che nonostante i ninja abbiano acquisito potere mancano solo poche ore perché la Mega-Arma venga attivata dall'Orologio Celeste.

## L'ultima speranza
Mancano solo poche ore all'attivazione della Mega-Arma e Garmadon è sempre più preoccupato per la sorte del figlio; intanto Misako scopre la storia dell'Elmo delle Ombre e decide di rubarlo per rimetterlo al suo posto e fermare così l'Orologio Celeste. I ninja si travestono da Guerrieri di Pietra e portano Misako al campo come una prigioniera; tuttavia rischiano molte volte di farsi scoprire poiché non capiscono cosa dicono gli altri Guerrieri; nonostante i dubbi del generale Kozu riescono però a non essere notati. Misako viene portata al cospetto di Garmadon e questi, felice di avere ritrovato la moglie, si lascia distrarre e Misako ruba l'Elmo; intanto anche i ninja vengono scoperti e sono inseguiti da Garmadon e dall'Esercito di Pietra. Vengono però salvati da Lloyd, Nya e Sensei Wu, ma Lloyd non riesce comunque a sconfiggere il padre. Dopodiché raggiungono l'Orologio Celeste ma arrivano troppo tardi e la Mega-Arma viene così attivata; i ninja vengono poi attaccati dai Guerrieri di Pietra che rapiscono Nya e li gettano in mare.

## Il ritorno dell'Overlord
Garmadon porta la Mega-Arma sulla spiaggia con lo scopo di fare dilagare il male a Ninjago; per rallentare i ninja usa poi la Materia Oscura su Nya, trasformandola nella sua immagine malvagia. I ninja intanto si precipitano sulla spiaggia per fermare Garmadon, ma vengono rallentati da Nya; Lloyd, Misako e Wu proseguono così da soli e raggiungono la spiaggia proprio mentre Garmadon sta per usare la Mega-Arma. Nonostante le suppliche della famiglia Garmadon attiva comunque il cannone che impiega però venti secondi per caricarsi; Lloyd tenta di fermarlo ma viene imprigionato dal generale Kozu, permettendo così a Garmadon di indirizzare il primo colpo verso il Malachite Village; in quell'istante l'Equilibrio tra Bene e Male comincia a cambiare e l'Overlord ha la possibilità di tornare a Ninjago. Intanto i ninja riescono faticosamente a sconfiggere Nya e si recano sulla spiaggia per dare manforte a Lloyd; Lloyd intanto di libera e tenta di fermare suo padre, ma Garmadon lo fa cadere in un trabocchetto e indirizza il secondo colpo verso il Mountain Village, alterando definitivamente l'Equilibrio: l'Overlord raggiunge così Ninjago e prende possesso del corpo di Garmadon. Lloyd e i ninja lottano egregiamente per fermarlo e combattono contro l'Esercito di Pietra; intanto l'Overlord decide di indirizzare l'ultimo proiettile a Ninjago City. Incarica così Kozu di caricare il cannone, ma Sensei Wu lo fa cadere nel cannone spedendolo così a Ninjago city; Kozu precipita nel dojo di Dareth e lì viene facilmente sopraffatto dai suoi allievi. L'Overlord decide allora di caricare lui stesso il cannone, ma viene ostacolato da Lloyd che combatte egregiamente contro di lui; anche Garmadon, all'interno dell'Overlord, cerca di fermarlo per impedire che faccia del male al figlio, ma alla fine l'Overlord riesce ad annientare Garmadon e a sconfiggere Lloyd. Dopodiché cerca di rendere Lloyd malvagio con la Mega-Arma, ma proprio in quel momento fa ritorno il dottor Julien a bordo del vascello dei ninja, che usa la nave come scudo; nell'impatto però il vascello viene distrutto. L'Overlord decide di lasciare perdere Lloyd e si reca a Ninjago City con l'Esercito di Pietra e Nya creando un vortice spaziotemporale; i ninja cercano di seguirlo ma il vortice si richiude bloccandoli sull'Isola delle Tenebre. Lloyd decreta però che quella che hanno perso non è la guerra ma solo una battaglia.

## Il sommo maestro di Spinjitzu
Dareth lega per bene Kozu e lo caccia fuori dal dojo fra le risate degli allievi; poco dopo nel cielo compare un gigantesco vortice e tutti sono felici perché convinti che i ninja siano tornati. Tuttavia osservando il comportamento felice di Kozu Dareth capisce che qualcosa non va; infatti il vortice porta a Ninjago City la Mega-Arma e l'Esercito di Pietra. Dareth cerca di fermare l'Overlord ma è presto costretto a ritirarsi; l'Overlord è così libero di rendere malvagie tutte le persone. Intanto sull'Isola delle Tenebre i ninja tornano al Tempio della Luce e ritrovano l'Armatura d'Oro robotica che il primo maestro di Spinjitsu usò per lottare contro l'Overlord; Lloyd prende così il controllo dell'esoscheletro e torna a Ninjago city seguito dagli altri che viaggiano a bordo del loro drago a quattro teste, che era venuto per avvisarli di ciò che è accaduto a Ninjago City. Arrivati scoprono che l'Overlord ha trasformato la Mega-Arma in una fortezza sorvegliata dall'Esercito di Pietra e da Nya; i ninja allora distraggono i Guerrieri di Pietra permettendo a Lloyd di passare, ma Nya distrugge l'Armatura d'Oro, e i ninja si precipitano così in suo aiuto. Ma proprio quando stanno per essere sopraffatti fa ritorno Dareth con addosso l'Elmo delle Ombre, che era caduto all'Overlord mentre si trasformava in un gigantesco drago nero. Dareth sfrutta l'Esercito di Pietra per permettere ai ninja di salire sulla fortezza; tuttavia l'Overlord rende Cole e Jay malvagi e Zane è costretto ad affrontarli; anche Kay è costretto a fermarsi per fermare Nya. Lloyd prosegue così da solo e si trova ad affrontare il drago nero con poche speranze. L'Overlord cerca di ucciderlo con una vampata di fiamme, ma proprio quando sta per essere sopraffatto Lloyd libera il suo Vero Potenziale e diventa il Ninja d'Oro, il più potente ninja mai esistito, ed evoca il potere del Dragone d'Oro costringendo l'Overlord alla ritirata. L'Overlord allora crea una nube di malvagità intorno a Lloyd e diventa gigantesco, per poi divorarlo; nella sua bocca però Lloyd infetta il corpo dell'Overlord con la luce e lo sconfigge. Tutto così ritorna come prima e i Guerrieri di Pietra svaniscono; Lloyd è però triste poiché ha perso suo padre. Ma poco dopo dalle macerie esce un uomo che si rivela essere Garmadon prima che il Great Devourer lo mordesse; così Garmadon riabbraccia finalmente la sua famiglia, poiché ogni singola cellula di malvagità si è dissolta. I ninja hanno terminato il loro percorso, ma informano Sensei Wu che finché ci sarà qualcosa per cui lottare ci sarà sempre bisogno di loro, e che loro saranno pronti.